# Catedral de Castellaneta
La iglesia de Santa María Asunta es la catedral de Castellaneta, y catedral de la diócesis del mismo nombre.

## Historia
La iglesia original, dedicada al santo patrón de la ciudad, San Nicolás de Bari, fue construida en la segunda mitad del siglo XI y reconstruida en el siglo XIV en estilo románico de Apulia con la nueva advocación a Santa Maria Assunta. En los siglos XVII y XVIII fue reformada y restaurada en estilo barroco, borrando casi por completo todo rastro de la iglesia primitiva.

## Descripción
La fachada barroca de piedra caliza blanca de 1771 está adornada con seis estatuas. Cuatro decoran la parte superior rematada por una balaustrada y representan las cuatro virtudes cardinales, mientras que a los lados se encuentran las estatuas de los santos Gennaro y Nicola. Flanqueando la fachada se encuentra el campanario con ventanas geminadas, único vestigio significativo de la iglesia románica.
El interior del edificio tiene planta basilical con tres naves divididas por pares de columnas; las tres naves rematan en tres ábsides, el techo de madera está adornado con obras del siglo XVIII de Carlo Porta da Molfetta (1733-1739) que representan la Asunción y San Nicolás. En las naves laterales hay ocho capillas, entre las que destaca la capilla de San Nicolás con un busto del santo en plata (1756) y la de la Santísima Trinidad con el frontispicio de madera del altar que data del siglo XV. Dos pinturas de Domenico Carella da Martina adornan la zona del presbiterio, donde también se encuentran dos estatuas de los santos Pedro y Pablo (del siglo XVI).